# Greenbrae
Greenbrae – osiedle położone w hrabstwie Marin w stanie Kalifornia w Stanach Zjednoczonych, w rejonie zatoki San Francisco, zaledwie kilka kilometrów na północ od mostu Golden Gate. Osiedle znajduje się pomiędzy miastami Larkspur i San Rafael, oferując mieszkańcom dostęp do miejskich udogodnień, a jednocześnie bliskość natury i widok na malownicze wzgórza otaczające Zatokę San Francisco.

## Historia
Greenbrae zostało rozwinięte w latach 40. XX wieku przez dewelopera Nielsa Schultza Jr., który zadbał o dopasowanie architektury do wzgórz i widoków na górę Tamalpais. W 1948 roku powstało Greenbrae Property Owners Association (GPOA), które zarządza przestrzenią publiczną i dba o standardy architektoniczne.
Greenbrae zostało założone w połowie XX wieku jako ekskluzywne osiedle mieszkalne z myślą o stworzeniu przestrzeni mieszkalnej dla rodzin oraz profesjonalistów pracujących w San Francisco i jego okolicach. Rozwój osiedla przyciągał głównie zamożnych mieszkańców poszukujących spokojniejszego stylu życia na przedmieściach, ale z łatwym dostępem do miasta.

## Geografia
Greenbrae charakteryzuje się malowniczym położeniem nad Zatoką San Francisco oraz zróżnicowanym ukształtowaniem terenu. Wschodnia część Greenbrae sąsiaduje bezpośrednio z wodami zatoki, a wzgórza na zachodzie oferują panoramiczne widoki na okoliczne miasta, zatokę, a przy sprzyjającej pogodzie nawet na San Francisco i most Golden Gate.
Region charakteryzuje się łagodnym, śródziemnomorskim klimatem z ciepłymi, suchymi latami oraz łagodnymi, wilgotnymi zimami. Dzięki tej kombinacji warunków atmosferycznych, Greenbrae przyciąga wielu miłośników przyrody i osób szukających zdrowego stylu życia na świeżym powietrzu.

## Rekreacja
Greenbrae i jego okolice oferują mieszkańcom i turystom liczne możliwości rekreacji:
- Szlaki piesze i rowerowe – W pobliżu znajduje się wiele tras pieszych i rowerowych, m.in. na wzgórzach hrabstwa Marin oraz w Parku Narodowym Golden Gate i na górze Tamalpais, gdzie można uprawiać turystykę pieszą, biegi oraz jazdę na rowerze.

- Zatoka San Francisco – Bliskość zatoki pozwala na korzystanie z aktywności wodnych, takich jak żeglarstwo, kajakarstwo oraz wędkarstwo.

- Zielone tereny – Greenbrae jest otoczone parkami i zielonymi terenami, idealnymi do pikników i spacerów. W pobliżu znajduje się Marin Country Mart, centrum handlowe na świeżym powietrzu, gdzie odbywają się targi, wydarzenia kulturalne oraz koncerty.

## Edukacja
Greenbrae jest częścią prestiżowego Larkspur-Corte Madera School District, który oferuje szkoły podstawowe i gimnazjalne cieszące się wysoką jakością edukacji. Szkoły te przyciągają rodziny szukające edukacji na wysokim poziomie. Mieszkańcy mają również bliski dostęp do szkół średnich w pobliskich miastach, takich jak Redwood High School, uznawanych za jedne z najlepszych w regionie.

## Transport
Dogodne położenie Greenbrae umożliwia łatwy dostęp do infrastruktury transportowej regionu San Francisco Bay Area. Osiedle leży niedaleko autostrady U.S. Route 101, która zapewnia bezpośredni dojazd do San Francisco i innych miast w okolicy. Do centrum San Francisco można dotrzeć także transportem publicznym, m.in. promami z pobliskiego Larkspur. Dla osób pracujących w regionie jest to wygodne rozwiązanie, zapewniające szybki dojazd do centrum miasta i ograniczające czas spędzony w korkach.

## Demografia
Greenbrae zamieszkuje około 7871 osób, a mediana wieku wynosi 55 lat. Jest to teren atrakcyjny dla rodzin i profesjonalistów. Średni dochód wynosi około 93 730 dolarów rocznie, co przyciąga osoby o stabilnej sytuacji finansowej.
Greenbrae to osiedle o wysokim standardzie życia, z populacją składającą się głównie z profesjonalistów i emerytów. Społeczność Greenbrae jest zaangażowana w działania proekologiczne oraz wspieranie lokalnych inicjatyw kulturalnych i charytatywnych. W okolicy odbywają się różnorodne wydarzenia, takie jak lokalne festiwale, targi rolnicze oraz spotkania mieszkańców.

## Ciekawostki
Greenbrae jest często wybierane przez osoby pracujące w Dolinie Krzemowej oraz w San Francisco, oferując spokojne przedmieścia przy relatywnie krótkim dojeździe.
Miejsce to pojawia się w mediach jako przykład luksusowego przedmieścia z dostępem do naturalnych atrakcji i miejskiej wygody.